# Laura Carmichael
Laura Elizabeth Carmichael (n. 18 iulie 1986, Southampton, Anglia, Regatul Unit) este actriță engleză, bine cunoscută pentru interpretarea rolului Lady Edith Crawley din drama de televiziune  Downton Abbey, ale rețelelor de televiziune ITV (din UK) și PBS (din Statele Unite).
Este, de asemenea prezentă în serialul de televiziune Marcella (2016)., și în filmul de pe marele ecran A United Kingdom (2016).

## Viață timpurie
Laura Carmichael s-a născut în Southampton, Anglia, ca fiică a Sarah-ei, crainică radio, și a lui Andy Carmichael, consultant de software. Similar cu rolul său ulterior din Downton Abbey, Laura este fata mijlocie din trei. Sora cea mare, Amy, lucrează pentru o companie de software, iar sora cea mică, Olivia, lucrează pentru National Health Service, serviciul de săntate național al Regatului Unit.

## Carieră

### Film și televiziune
Între 2010 și 2015, Laura a interpretat personajul Lady Edith Crawley din Downton Abbey, un rol care i-a adus recunoaștere internațională. Comentând obținerea rolului, Carmichael a declarat, „Nu știu cum s-a întâmplat cu Downton; a fost realmente un miracol. Cred că s-a întâmplat că am avut în CV [curriculum vitae] o școală de actorie bună și [echipa de casting] a avut probleme în a găsi pe cineva potrivit pentru Edith, pentru că ea trebuia să fie foarte diferită de celelalte două fete [Lady Mary and Lady Sybil].” Actriței i-a făcut plăcere ca să interpreteze rolul pentru care a fost selecționată.

### Teatru
Carmichael și-a făcut debutul în teatru, în West End în piesa  debut in Unchiul Vania, alături de Anna Friel și Samuel West în octombrie 2012. A interpretat Arabella în The Fitzrovia Radio Hour la Underglobe Theatre la începutul lui 2013.

## Viață personală
Actrița locuiește în Camden, Londra. Înaintea primirii rolului Lady Edith Crawley din Downton Abbey, la începutul anului 2010, Laura Carmichael a lucrat ca secretară în oficiul unui chirurg, pentru a-și putea plăti toate cheltuielile zilnice și a putea trăi.

## Filmografie
| An        | Titlu                          | Rol                | Note |
| --------- | ------------------------------ | ------------------ | --- |
| 2009      | House at the End of Our Street | Yvonne             | |
| 2010      | The Heart of Thomas Hardy      | Hardy's maid       | |
| 2010–2015 | Downton Abbey                  | Lady Edith Crawley | TV series 52 episodes Screen Actors Guild Award for Outstanding Performance by an Ensemble in a Drama Series (2012, 2014, 2015) |
| 2011      | Tinker Tailor Soldier Spy      | Sal                | |
| 2014      | Madame Bovary                  | Henrietta          | |
| 2015      | Burn Burn Burn                 | Seph               | |
| 2016      | A United Kingdom               | Muriel Williams    | |
| 2016      | Marcella                       | Maddy Stevenson    | |

## Teatru
| An   | Titlu                    | Rol           | Note                       |
| ---- | ------------------------ | ------------- | -------------------------- |
| 2009 | Reasons for Living       | Laura         | BAC                        |
| 2009 | The Tempest              | Miranda/Ariel | UK tour                    |
| 2011 | Plenty                   | Louise/Dorcas | Sheffield Crucible Theatre |
| 2012 | Unchiul Vania            | Sonia         | Vaudeville Theatre         |
| 2013 | The Fitzrovia Radio Hour | Arabella      | Underglobe Theatre         |
| 2016 | The Maids                | Madam         | Trafalgar Studios          |
| 2017 | Apologia                 | Trudi         | Trafalgar Studios          |